# Алтухово (Брянська область)
Алту́хово (рос. Алтухово) — селище міського типу, у Навлінському районі Брянської області, Росія.
Населення селища становить 1 863 особи (2009; 1 865 в 2006, 1 947 в 2002).

## Географія
Селище розташоване на річці Кропивна, лівій притоці річки Навля, басейн Десни.

## Історія
Статус селища міського типу Алтухово отримало в 1947 році.

## Економіка
В селищі працює меблевий комбінат. Через Алтухово проходить залізниця — в селищі знаходиться залізнична станція.

## Видатні місця
- Природний парк «Золотий Ріг»
- монастирський скит

## Люди
В селі народилися:
- Вяльцева Анастасія Дмитрівна — російська естрадна співачка, артистка оперети.
- Касьяненко Леонід Матвійович (1920—1991) — український художник.